# The Mandalorian (sezon 1)
Pierwszy sezon amerykańskiego serialu telewizyjnego The Mandalorian opowiada historię samotnego łowcy nagród, wynajętego do porwania „Dziecka”. Akcja serialu rozgrywa się pięć lat po wydarzeniach z Powrotu Jedi (1983) i jest częścią serii Gwiezdne Wojny. Sezon został wyprodukowany przez Lucasfilm, Fairview Entertainment i Golem Creations, a jego showrunnerem był Jon Favreau. W tytułowej roli wystąpił Pedro Pascal.
W listopadzie 2017 ujawniono, że Lucasfilm pracuje nad nowym serialem telewizyjnym osadzonym w świecie Gwiezdnych wojen. W marcu 2018 Favreau podpisał kontrakt; zdjęcia rozpoczęto w październiku 2018 w Manhattan Beach Studios w Kalifornii, a miesiąc później do obsady dołączył Pascal. Studio Industrial Light & Magic, zajmujące się efektami wizualnymi, opracowało na potrzeby serialu technologię StageCraft wykorzystującą wirtualne scenografie. W serialu wykorzystano zarówno efekty generowane komputerowo, jak i praktyczne.
Sezon składa się z ośmiu odcinków, które miały swoją premierę od 12 listopada do 27 grudnia 2019 w serwisie streamingowym Disney+. Spotkał się z pozytywną reakcją krytyków i był nominowany do szeregu nagród Emmy, wygrywając w siedmiu kategoriach. Drugi sezon miał premierę 30 października 2020, a trzeci 1 marca 2023. W produkcji jest film kinowy, będący kontynuacją serialu.

## Obsada

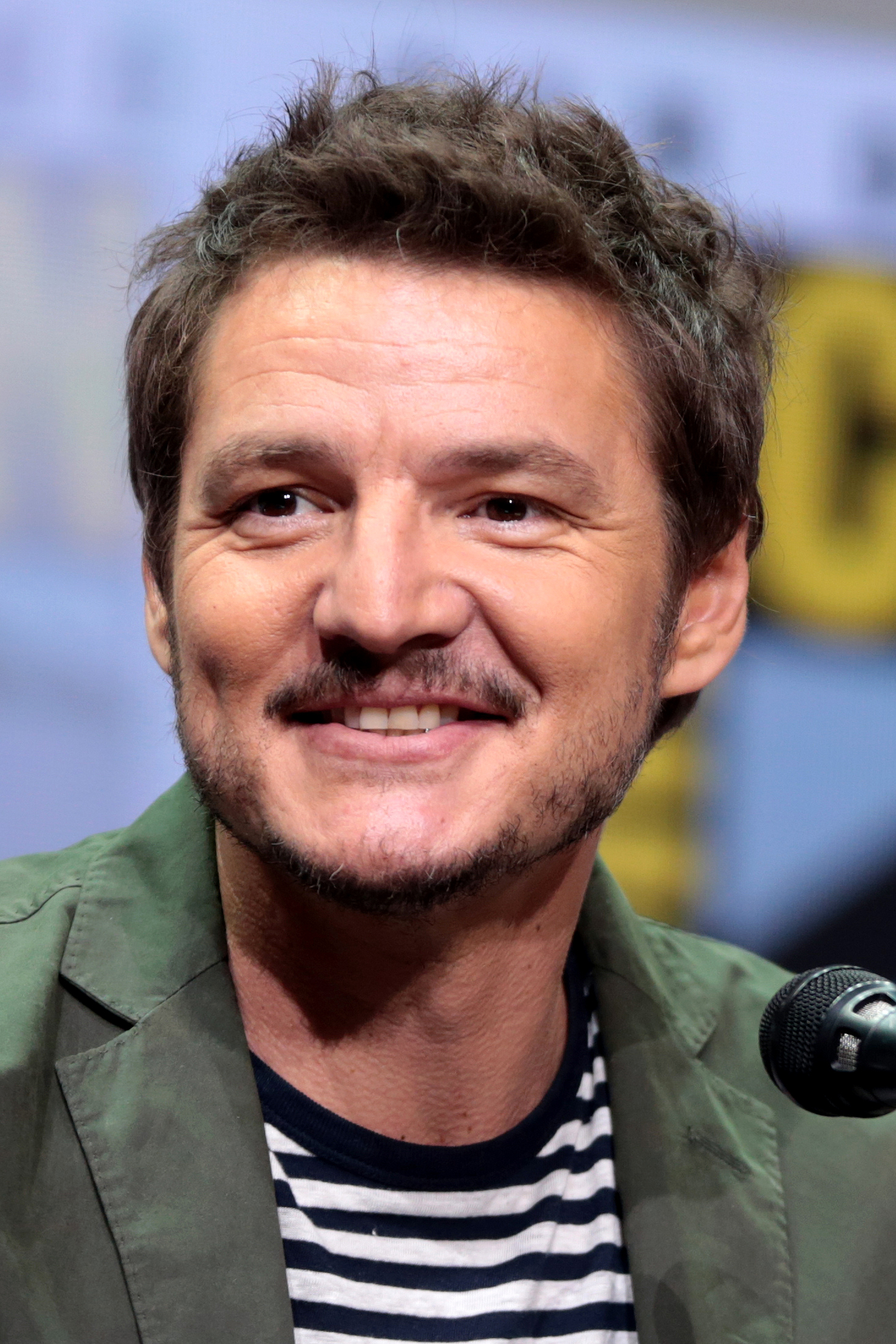
Pedro Pascal
(Din Djarin / Mandalorianin)

### Główna
- Pedro Pascal jako Din Djarin / Mandalorianin, samotny łowca nagród[5][6].

### Drugoplanowa
- Carl Weathers jako Greef Karga, przywódca Gildii Łowców Nagród[7].
- Werner Herzog jako „Klient”, mężczyzna przebywający na Nevarro, który wynajął łowców nagród w celu odzyskania Dziecka[8].
- Omid Abtahi jako Pershing, doktor współpracujący z imperialną organizacją dowodzoną przez Klienta[9].
- Nick Nolte jako Kuiil (głos), farmer wilgoci z planety Arvala-7 należący do rasy Ugnaught[10][11]. Misty Rosas zagrał Kuiil na planie[11].
- Taika Waititi jako IG-11 (głos), droid oraz łowca nagród[7].
- Gina Carano jako Cara Dune, żołnierz Sojuszu Rebeliantów należąca do oddziału uderzeniowego[7].
- Giancarlo Esposito jako Gideon, moff, któremu zależało na odnalezieniu Dziecka[12].
- Emily Swallow jako Płatnerz, przywódczyni mandaloriańskiego plemienia wojowników[13].

### Gościnna
- Amy Sedaris jako Peli Motto, mechanik, która prowadzi port kosmiczny na Tatooine[14].
- Jake Cannavale jako Toro Calican, młody łowca nagród, który chciał dołączyć do Gildii Łowców Nagród[15].
- Ming-Na Wen jako Fennec Shand, elitarna najemniczka i zabójczyni[16].
- Mark Boone Junior jako Ran Malk, przestępca działający na stacji kosmicznej Roost[17].
- Bill Burr jako Migs Mayfeld, najemnik i były snajper imperialny[18].
- Natalia Tena jako Xi’an, twi’lekańska najemniczka i siostra Qina[19].
- Clancy Brown jako Burg, devaroniański najemnik[20].
- Richard Ayoade jako Q9-0 (głos), droid-najemnik zwerbowany przez Malka[21].
- Ismael Cruz Córdova jako Qin, twi’lekański najemnik i brat Xi’an[22].

Dodatkowo w serialu pojawia się postać Grogu / „Dziecka”, stworzona przy pomocy lalek oraz efektów specjalnych. Jest to niemowlę wrażliwe na Moc, pochodzące z tej samej rasy co Yoda, które staje się podopiecznym Mandalorianina.

## Emisja
Pierwszy sezon serialu The Mandalorian miał premierę 12 listopada 2019 na platformie Disney+, w dniu uruchomienia serwisu w Stanach Zjednoczonych. Drugi odcinek został wydany 15 listopada, a kolejne odcinki ukazywały się co tydzień. Siódmy odcinek został wydany wcześniej, 18 grudnia, w celu zawarcia w nim krótkiego materiału promocyjnego filmu Gwiezdne wojny: Skywalker. Odrodzenie, mającego premierę dwa dni później. Gdy Disney+ stał się dostępny pod koniec marca 2020 w kilku krajach europejskich, kolejne odcinki sezonu były ponownie udostępniane widzom co tydzień, mimo że pełny sezon był już dostępny w całości w innych krajach, w tym: pierwsze dwa odcinki zostały udostępnione 24 marca 2020, trzeci – 27 marca, a każdy kolejny odcinek ukazywał się co tydzień.

## Lista odcinków
| Nr | Tytuł                      | Reżyseria           | Scenariusz                      | Premiera (Disney+) |
| --- | -------------------------- | ------------------- | ------------------------------- | ------------------ |
| 1 | Chapter 1: The Mandalorian | Dave Filoni         | Jon Favreau                     | 12 listopada 2019  |
| Pięć lat po pokonaniu Imperium mandaloriański łowca nagród akceptuje lukratywne zlecenie od Klienta – mężczyzny, mającego powiązania z Imperium. Celem misji jest sprowadzenie pięćdziesięcioletniej osoby, przebywającej na pustynnej planecie Arvala-7. Klientowi nie zależy na dobru celu, jednak obecny przy rozmowie dr Pershing nalega, aby uniknąć jego śmierci. W ramach zadatku łowca otrzymuje sztabkę stali beskarskiej, z której później Płatnerz tworzy dla niego naramiennik. Po wylądowaniu na Arvala-7, Mandalorianin zostaje zaatakowany przez dwa blurggry. Ratuje go farmer o imieniu Kuiil, który pomaga mu dotrzeć do pilnie strzeżonego celu. Wszystkim jego poprzednikom realizującym zadanie nie udało się przeżyć, lecz łowca nagród oczyszcza obóz z pomocą droida zabójcy IG-11. Celem okazuje się „niemowlę” pochodzące z tego samego gatunku co Yoda. Gdy IG-11 próbuje je zabić, Mandalorianin niszczy robota. |                            |                     |                                 |                    |
| 2 | Chapter 2: The Child       | Rick Famuyiwa       | Jon Favreau                     | 15 listopada 2019  |
| Mandalorianin eskortuje Dziecko na swój statek. W trakcie wędrówki zostaje zaatakowany przez najemników, którzy próbują przejąć cel. Gdy mężczyzna dociera wraz z Dzieckiem do pojazdu okazuje się, że istoty z gatunku Jawa rozkradają jego statek rozbierając go na części. Mandalorianin przegania ich, a ci uciekają do swojego pojazdu – piaskoczołgu. Następnego dnia Kuiil pomaga łowcy nagród w odzyskaniu elementów statku. W zamian mężczyzna musi zapolować na „jajo”, by zapłacić za części. Mandalorianin udaje się wraz z Dzieckiem do jaskini, w której mieszka duża, rogata bestia. Łowca nagród ma trudności z pokonaniem potwora, ale Dziecko używając mocy unieruchamia bestię, i mężczyźnie udaje się ją zabić. Po odebraniu od Jawów części, Mandalorianin i Kuiil naprawiają statek. Łowca nagród wraz z Dzieckiem opuszcza planetę. |                            |                     |                                 |                    |
| 3 | Chapter 3: The Sin         | Deborah Chow        | Jon Favreau                     | 22 listopada 2019  |
| Mandalorianin przekazuje Dziecko Klientowi bezskutecznie próbując zdobyć informacje dotyczące przyszłości malca. W zamian dostaje jednak więcej beskaru, który wykorzystuje do pełnego ulepszenia swojej zbroi. Następnie udaje się do Greefa Cargi po kolejne zlecenie. Zamiast jednak je wykonać, postanawia wrócić po Dziecko. Udaje mu się je przejąć, lecz zostaje zaatakowany przez innych łowców nagród. Dzięki pomocy pozostałych Mandalorian mężczyzna ucieka z planety wraz z malcem. |                            |                     |                                 |                    |
| 4 | Chapter 4: Sanctuary       | Bryce Dallas Howard | Jon Favreau                     | 29 listopada 2019  |
| Uciekając przed Gildią Mandalorianin udaje się na słabo zaludnioną planetę Sorgan. Tam spotyka najemniczkę, byłą członkinię Rebelii – Carę Dune, która ukrywa się przed łowcami nagród. Dwaj rybacy proszą Mandalorianina, by pomógł im pozbyć się lokalnych rozbójników. Razem z Carą i Dzieckiem Mandalorianin udaje się do ich wioski. Okazuje się, że zbrodniarze posiadają imperialną maszynę kroczącą AT-ST. Dune i Mandalorianin szkolą w walce mieszkańców i przygotowują zasadzkę. Po zmroku prowokują najeźdźców, a AT-ST zwabiają do pułapki, po czym wysadzają w powietrze. Mandalorianin planuje zostawić Dziecko w wiosce i opuścić planetę. Łowca nagród z Gildii próbuje zabić dziecko, ale w ostatniej chwili zostaje powstrzymany przez Carę. Mandalorianin i Dziecko ostatecznie opuszczają wioskę razem. |                            |                     |                                 |                    |
| 5 | Chapter 5: The Gunslinger  | Dave Filoni         | Dave Filoni                     | 6 grudnia 2019     |
| Jeden z łowców nagród ściga statkiem Mandalorianina. Dochodzi do strzelaniny, w której ginie łowca. Mandalorianin ląduje swoim uszkodzonym statkiem w pobliskim doku naprawczym w Mos Eisley prowadzonym przez Peli Motto. Poszukuje pracy w kantynie, by zapłacić za naprawę pojazdu. Tam poznaje Toro Calicana – młodego chłopaka, którego marzeniem jest dostanie się do Gildii Łowców Nagród. Mandalorianin postanawia pomóc Calicanowi w pojmaniu zabójczyni Fennec Shand. Toro dowiaduje się jednak od niej, że Mandalorianin jest najbardziej poszukiwaną osobą w Gildii. Chłopak zabija Shand i udaje się do doku, a Peli Moto i Dziecko bierze za zakładników. Mandalorianin ostatecznie zabija go, a do ciała Shand podchodzi nieznana postać. |                            |                     |                                 |                    |
| 6 | Chapter 6: The Prisoner    | Rick Famuyiwa       | Christopher Yost, Rick Famuyiwa | 13 grudnia 2019    |
| Mandalorianin udaje się na stację kosmiczną i przyjmuje zlecenie od swojego dawnego znajomego – Rana. Dołącza do Mayfelda – byłego snajpera Imperium, Burga – devaroniańskiego siłacza, droida-pilota Zero oraz Twi’lekanki Xi’an w misji uratowania więźnia Nowej Republiki. Ekipie udaje się uwolnić Qina – brata Xi’an, lecz jego ekipa go zdradza i włącza alarm. Mandalorianin zostaje zamknięty w celi. Udaje mu się jednak z niej wydostać i wyeliminować zdrajców. Razem z Quinem uciekają na platformę Rana. Były znajomy płaci Mandalorianowi za wykonanie zadania i każe go zestrzelić, lecz okazuje się, że Mandalorianin to przewidział i podłożył Quinowi nadajnik. Na X-wingach przylatuje trójka pilotów Nowej Republiki, którzy niszczą stację kosmiczną. Mayfeld, Burg i Xi’an zostali oszczędzeni i uwięzieni we wspólnej celi. |                            |                     |                                 |                    |
| 7 | Chapter 7: The Reckoning   | Deborah Chow        | Jon Favreau                     | 18 grudnia 2019    |
| Mandalorianin otrzymuje wiadomość od Greefa Kargi, z której dowiaduje się, że miasto Kargi zostało opanowane przez postimperialne wojsko dowodzone przez Klienta, który chce za wszelką cenę zdobyć Dziecko. Karga proponuje, aby Mandalorianin wykorzystał Dziecko jako przynętę w celu zabicia Klienta i uwolnienia miasta. Wyczuwając pułapkę, Mandalorianin prosi Carę Dune i Kuiila, aby mu pomogli. Okazuje się, że Kuiil odratował i przeprogramował droida IG-11. Bohaterowie spotykają Kargę i jego towarzyszy na Nevarro i wyruszają z nimi do miasta. Podczas odpoczynku zostają zaatakowani przez latające Mynocki. Karga zostaje ranny, lecz Dziecko używa Mocy, by go uleczyć. W zamian Karga strzela do swoich towarzyszy i wyjaśnia, że prawdziwy plan polegał na zabiciu Mandalorianina i zabraniu Dziecka siłą. Grupa opracowuje nowy plan – zadaniem Kargi jest udawanie, że Cara schwytała Mandalorianina, a następnie udanie się całą trojką do Klienta. Tymczasem Kuiil zabiera Dziecko z powrotem na statek. Podczas spotkania Klient otrzymuje wiadomość od Moffa Gideona, którego żołnierze otaczają budynek, a następnie zabijają Klienta. Gideon przybywa osobiście i oznajmia, że Dziecko wkrótce będzie w jego posiadaniu. Na pustyni poza miastem dwóch zwiadowców podąża za Kuiilem. Zabijają go i zabierają Dziecko. |                            |                     |                                 |                    |
| 8 | Chapter 8: Redemption      | Taika Waititi       | Jon Favreau                     | 27 grudnia 2019    |
| IG-11 udaje się odbić Dziecko od szturmowców. Mandalorianin, Greef Karga i Cara Dune zostają otoczeni przez żołnierzy Moffa Gideona. Bohaterowie próbują uciec, lecz nie bez skutku. Gideon wyjawia tożsamość Mandalorianina: nazywa się on Din Djarin. Następnie przybywa IG-11 i pomaga uciec bohaterom. Din zostaje raniony w głowę przez Gideona. Dziecko używa Mocy i unicestwia szturmowca z miotaczem ognia. Greef, Cara i Dziecko uciekają kanałami do kryjówki Mandalorian. IG-11 ściąga hełm Dinowi i podaje mu bactę w sprayu. Droid wraz z Mandalorianinem dołączają do pozostałej części ekipy. Okazuje się, że wszyscy Mandalorianie ukrywający się na tej planecie zginęli. Przeżyła jedynie zbrojmistrzyni, która graweruje na zbroi Dina jego emblemat, daje mu plecak odrzutowy i nakazuje, by troszczył się o Dziecko i oddał je jego towarzyszom. Bohaterowie płyną na łódce podziemną rzeką lawy, lecz wpadają w zasadzkę szturmowców. IG-11 poświęca się i eksploduje, eliminując wroga, lecz zjawia się Gideon w myśliwcu TIE. Djarin używa plecaka odrzutowego i niszczy statek. Mandalorianin i Dziecko opuszczają planetę. Z rozbitego statku wychodzi Gideon z czarnym mieczem świetlnym – mandaloriańskim artefaktem. |                            |                     |                                 |                    |

## Produkcja

### Rozwój projektu

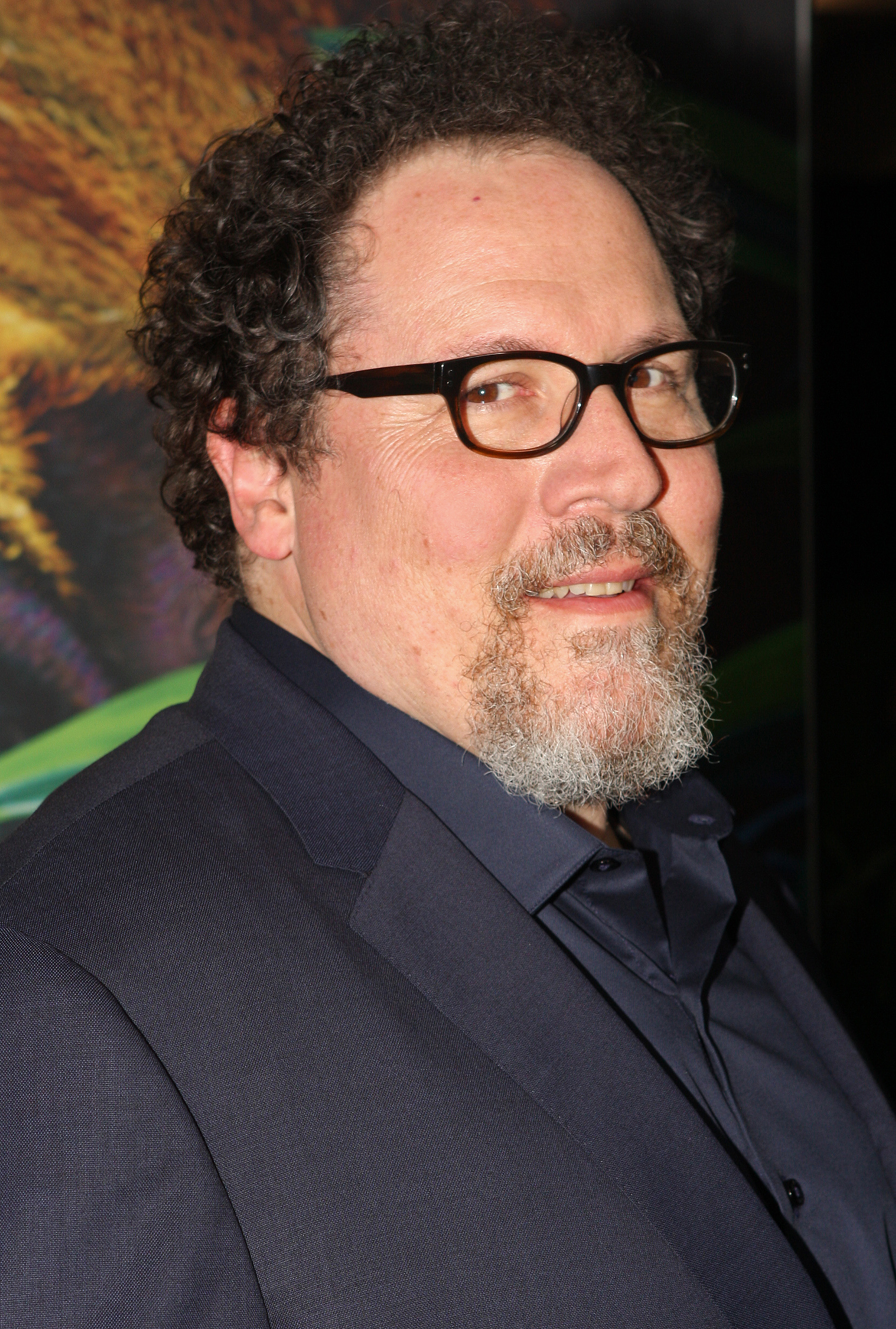
Jon Favreau, twórca serialu.

W listopadzie 2017 dyrektor generalny The Walt Disney Company, Bob Iger, poinformował, że Disney i Lucasfilm pracują nad aktorskim serialem telewizyjnym osadzonym w świecie Gwiezdnych wojen dla nowego serwisu streamingowego: Disney+. Swój pomysł na serial przedstawił Jon Favreau, a prezes Lucasfilm, Kathleen Kennedy, zasugerowała, by omówił go z Dave’em Filonim, producentem wykonawczym seriali animowanych Gwiezdne wojny: Wojny klonów i Star Wars: Rebelianci. W marcu 2018 ujawniono, że Favreau napisze scenariusz i wraz z Filonim, Kennedy i Colinem Wilsonem zostanie producentem wykonawczym. W maju Favreau poinformował, że scenariusz do czterech z ośmiu odcinków napisał zanim został oficjalnie zatrudniony do projektu.
3 października 2018 Favreau ogłosił, że serial będzie nosił tytuł The Mandalorian, a także zdradził jego główne założenia. Następnego dnia ujawniono, że pierwszy sezon wyreżyserują Filoni, Taika Waititi, Bryce Dallas Howard, Rick Famuyiwa i Deborah Chow. Favreau nie mógł wyreżyserować żadnego odcinka ze względu na pracę nad filmem Król lew i chciał, by każdy reżyser wniósł do serialu coś od siebie. Jedynym warunkiem jaki postawił była miłość do Gwiezdnych wojen. Budżet sezonu wynosił 100 milionów dolarów.

### Casting
Po tym, jak pojawiły się pogłoski o obsadzeniu w roli tytułowej Pedro Pascala potwierdzono je oficjalnie w listopadzie 2018. Aktor początkowo myślał, że zagra inną postać ze świata Gwiezdnych wojen, Bobę Fetta, ze względu na wizualne podobieństwa między tą postacią a Mandalorianinem. Tego samego miesiąca do obsady dołączyli Gina Carano i Nick Nolte. W następnym miesiącu Lucasfilm ogłosił, że w serialu pojawią się ponadto Giancarlo Esposito, Emily Swallow, Carl Weathers, Omid Abtahi i Werner Herzog. Favreau ogłosił w marcu 2019, że Taika Waititi użyczy głosu droidowi, będącemu łowcą nagród. Spekulowano, że chodzi o IG-88, jednak miesiąc później okazało się, że jest to nowa postać, IG-11. Postać Weathersa, Greef Karga, była pierwotnie obcym, który został zabity w trzecim odcinku; jego rola została jednak rozszerzona podczas produkcji.
Materiał filmowy pokazany na Star Wars Celebration w kwietniu 2019 ujawnił, że w serialu wystąpią także Bill Burr i Mark Boone Junior. Na D23 Expo w sierpniu wyjawiono, że pojawi się również Ming-Na Wen, a w następnym miesiącu ogłoszono angaż Julii Jones.

### Scenografia i kostiumy
Scenografię do pierwszego sezonu The Mandalorian przygotowali Andrew L. Jones i Doug Chiang, a kostiumy zaprojektował Joseph Porro. Przed rozpoczęciem pracy nad scenografią Chiang pokazywał scenarzystom szkice koncepcyjne i dopiero po ich zaakceptowaniu wszczynano pracę nad właściwymi środowiskami. Głównym zadaniem Jonesa było połączenie technologii cyfrowej z fizycznym planem zdjęciowym, do czego używano ekranu „The Volume” opracowanego przez firmę ILM. Wyświetlał on środowiska i otoczenie wokół aktorów korzystając z technologii używanej w grach. Aby stworzyć trójwymiarowy model otoczenia serialu Jones współpracował z Dougiem Chiangiem. Używano także okularów do wirtualnej rzeczywistości, by oglądać wygenerowany plan. Całość musiała być ukończona sześć tygodni przed rozpoczęciem zdjęć do danego odcinka, by dać ILM wystarczająco dużo czasu na nadanie wirtualnym planom wyglądu fotorealistycznego i dodanie efektów specjalnych w czasie rzeczywistym. Andrew L. Jones ujawnił, że tworząc scenografię często inspirował się oryginalną trylogią Gwiezdnych wojen. Przykładem takiej lokacji jest kantyna, o której tworzeniu Jones powiedział: „Mieliśmy w zasadzie wziąć scenografię, która jest o wiele mniejsza niż przestrzeń serialu i po prostu usunąć kilka ścian. Byliśmy do tego zmuszeni, ponieważ mieliśmy ograniczony budżet i musieliśmy znaleźć sposób na tańsze wykonanie tej scenografii”. Chciał jednak za wszelką cenę odtworzyć podobieństwo do kantyny z oryginalnej trylogii. Ming Na-Wen zdradziła, że sama przyczyniła się do powstania swojego kostiumu, a Porro zaprojektował go według jej pomysłu.

### Zdjęcia i postprodukcja
Prace na planie rozpoczęły się w pierwszym tygodniu października 2018. Cały sezon był kręcony w Manhattan Beach Studios w Kalifornii pod roboczym tytułem Project Huckleberry. Niektóre ujęcia kręcono w rejonie Los Angeles. Pierwszy i trzeci odcinek zostały nakręcone razem, a Filoni i Chow pracowali nad swoimi odcinkami w tym samym czasie. 19 października 2018 plan filmowy odwiedził George Lucas, co miało być niespodzianką urodzinową dla Favreau. 25 października z planu zostało skradzionych kilka rekwizytów.
The Mandalorian był dla Filoniego pierwszym serialem, który wyreżyserował. Widział w nim szansę na wykorzystanie rad, których udzielił mu Lucas podczas tworzenia serialu animowanego Gwiezdne wojny: Wojny klonów, a Favreau opisywał jako mentora. Favreau zauważył, że czwarty odcinek sezonu, Sanctuary, był najtrudniejszy do nakręcenia ze względu na leśną scenerię i liczne sceny akcji. Zażartował, że to właśnie dlatego Howard, jako najbardziej niedoświadczona z reżyserów pierwszego sezonu, otrzymała ten odcinek do wyreżyserowania. Howard chwaliła to, że mogła udać się do Favreau i Filoniego z wszelkimi pytaniami dotyczącymi produkcji oraz że miała swobodę twórczą podczas reżyserowania odcinka, co zaskoczyło jej ojca Rona Howarda, który wyreżyserował film Han Solo: Gwiezdne wojny – historie.
Zobowiązania Pascala związane z kręceniem filmu Wonder Woman 1984 (2020) i występowaniem w broadwayowskiej produkcji King Lear spowodowały, że w czasie jego nieobecności postać Mandalorianina na planie grali Brendan Wayne i Lateef Crowder, a Pascal później dubbingował ich kwestie. Aktor powiedział, że czuł się z tym niekomfortowo, gdy było „więcej niż kilka stron sceny jeden na jeden i nie był w stanie całkowicie wczuć się w rolę”. Zdjęcia do pierwszego sezonu zakończyły się 27 lutego 2019, a za całość odpowiadali Greig Fraser, Matthew Jensen, David Klein i Barry „Baz” Idoine.

#### Efekty praktyczne
Favreau i reżyserzy serialu kładli nacisk na wykorzystanie efektów praktycznych tam, gdzie było to możliwe. Favreau zauważył, że technologia StageCraft wykorzystana podczas kręcenia serialu pozwoliła na zastosowanie bardziej tradycyjnych technik produkcji, ponieważ ekipa pracowała w środowisku, które mogła zobaczyć na planie. Firma Legacy Effects stworzyła zbroje, a także animatronikę dla obcych stworzeń. Efekty wizualne zostały wykorzystane do usunięcia lalkarzy i drążków sterujących ze scen, w których wykorzystano lalki i kukły. Aby odtworzyć techniki stosowane w oryginalnych filmach z serii Gwiezdne wojny rekwizytor serialu The Mandalorian, Josh Roth, zaprojektował nowe bronie na podstawie prawdziwych pistoletów, ponieważ pierwotne rekwizyty były zmodyfikowanymi wersjami replik broni z czasów II wojny światowej.
Dziecko zostało stworzone głównie przy użyciu kukły. Pierwotnie postać ta miała być kreowana przy użyciu CGI. Podczas kręcenia trzeciego odcinka Chow i zespół zajmujący się efektami wizualnymi zdecydowali się usunąć lalkę, aby nakręcić wersję tej samej sceny bez niej. Zrobili tak na wypadek, gdyby uznali, że kukła nie jest wystarczająco przekonująca i trzeba ją zastąpić CGI. Herzog określił ich brak zaufania wobec lalki jako tchórzostwo. Okazało się, że lalka jest odbierana lepiej, niż się spodziewano, i zaczęto przerabiać sceny tak, by zamiast uciekać się do CGI obejść jej ograniczenia.
W serialu występują Blurrgsy, obce stworzenia, które po raz pierwszy pojawiły się w niekanonicznym filmie Ewoki: Bitwa o Endor (1985). Filoni wprowadził je do kanonu w Wojnach klonów i Rebeliantach. Zostały one stworzone głównie za pomocą CGI, ale gdy po raz pierwszy zostają pokazane w serialu przez lornetkę Mandalorianina, użyto fizycznych modeli. Legacy stworzyło praktyczny model droida IG-11, który służył na planie jako punkt odniesienia dla oświetlenia. Zawierał on głowę, tułów i ramiona postaci, a do poruszania można było wykorzystać podstawowe techniki lalkarskie. Podczas kręcenia serialu uznano, że niezręczne ruchy modelu dobrze pasują do postaci i wykorzystano go w większej liczbie scen, niż zakładano. Wersja stworzona za pomocą CGI poruszała się w sposób, który nie byłby fizycznie możliwy do wykonania przez człowieka. Rozwiązanie to różniło się to od użytego przy K-2SO, droidzie stworzonemu na potrzeby filmu Łotr 1. Gwiezdne wojny – historie (2016), przy którym wykorzystano technikę motion capture.
Na potrzeby filmu Łotr 1 Hickel zebrał różne ujęcia z oryginalnych filmów z serii przedstawiające statki kosmiczne stworzone przy użyciu modeli fizycznych i systemów kamer motion control. Użył tych ujęć do pracy nad The Mandalorian jako wzór tego, jak powinien wyglądać i poruszać się Razor Crest. Favreau zdecydował, że chce mieć miniaturowy model Razor Crest, będący punktem odniesienia dla oświetlenia. Modele do serialu powstały dzięki połączeniu druku 3D i rzeźbienia ręcznego. Po obejrzeniu modelu Favreau zasugerował, by nakręcić jedno ujęcie z wykorzystaniem technik sterowania ruchem jako kolejny punkt odniesienia dla CGI. W całym sezonie nakręcono około 15 ujęć przy użyciu tej techniki, a pozostałe sceny z Razor Crest zrealizowano za pomocą CGI.

#### Efekty specjalne
Oprócz studia Industrial Light & Magic efekty wizualne przygotowały firmy Base FX, El Ranchito, Image Engine, Important Looking Pirates, Ghost, Hybride, MPC oraz Pixomondo, a całość nadzorował Richard Bluff.
Firma El Ranchito odpowiadała głównie za wnętrza statków kosmicznych, w tym nowoczesne technologie, ekrany i hologramy, a także sceny walk powietrznych oraz niektóre środowiska i pojazdy. Image Engine przygotowało 441 ujęć, w tym rozległe środowiska cyfrowe i elementy scenografii, a także niektóre stworzenia, takie jak droidy i cyfrowe sobowtóry, a także sekwencje walk. Firma ILP, podobnie jak Image Engine, zajęła się opracowaniem niektórych środowisk i postaci, a także elementów ubioru i rekwizytów. Wkład studia Hybride skupiał się głównie na opracowaniu środowisk, takich jak miasto Navarro oraz Lava Flats, czyli ogromnych skał lawowych, a także droida IG-11. Studio Pixomondo opracowało prawie 500 ujęć. Ich praca polegała głównie na opracowaniu stworzeń i postaci, takich jak Blurrgi, Dewbacki, Quartuum, czy Gorvin Snu. Oprócz tego przyczynili się do tworzenia IG-11, a także niektórych lokacji, takich jak Mos Eisley, czy sceny ataku w kanionie Arvala Badlands.
W sumie w pierwszym sezonie było ponad 4000 ujęć, w których zastosowano efekty specjalne.

#### StageCraft
Studio Industrial Light & Magic nawiązało współpracę z producentem gier wideo Epic Games, by stworzyć nowy system na potrzeby serialu o nazwie StageCraft oparty na silniku Unreal Engine firmy Epic. StageCraft składa się z dużych telebimów, na których w czasie rzeczywistym można renderować cyfrowe środowiska przed którymi występują aktorzy. Podczas przedprodukcji serialu najpierw planowano kręcenie i określano, jakie środowiska będą potrzebne na planie. Zostały one następnie w sposób cyfrowy stworzone przez ILM i dodane do StageCraft w celu przygotowania ich do zdjęć z aktorami. Część z tych środowisk powstało w oparciu o zdjęcia lokacyjne w takich krajach jak Islandia czy Chile. Podczas kręcenia filmu cyfrowe środowiska były renderowane w czasie rzeczywistym, dzięki czemu filmowcy i aktorzy mogli je zobaczyć. Obrazy te były często na tyle wysokiej jakości, że mogły być wykorzystane jako efekty końcowe.

## Muzyka
W listopadzie 2018 Favreau spotkał się z Ludwigiem Göranssonem i omówił inspiracje do serialu, które stanowiły między innymi muzyka do westernów i filmów samurajskich. Kompozytor pracował następnie samodzielnie przez miesiąc spędzając 10 godzin dziennie w swoim studiu. W tym czasie napisał pięć lub sześć różnych utworów muzycznych stanowiących potencjalne tematy dla serialu. Ostatecznie zdecydował się na użycie fletu basowego, co zaaprobowali Favreau i Filoni.
Podczas napisów końcowych używany jest motyw Mandalorianina, który znajdował się wśród pierwszych, jakie Göransson skompnował dla Favreau. Styl samych napisów został zaprojektowany w oparciu o tę muzykę ze względu na zamiłowanie Favreau do twórczości Göranssona. Kompozytor napisał także motywy przewodnie dla postaci drugoplanowych, takich jak Greef Karga i Cara Dune, a także dla Razor Crest. Göransson chciał zróżnicować brzmienie każdego odcinka, ale jednocześnie uważał, że jego partytura do pierwszego sezonu jest jak partytura do jednego filmu, w którym główne tematy pojawiają się w każdym odcinku i rozwijają w całym sezonie.
Kiedy Göransson zaczął komponować muzykę do konkretnych scen, nagrywał siebie grającego na głównych instrumentach, a później wzbogacał te nagrania o elementy cyfrowe. Następnie połączył to z nagraniami 70-osobowej orkiestry tworzonymi w Los Angeles od kwietnia do września 2019. W jej składzie znalazło się wielu muzyków, którzy w tym samym czasie nagrywali partyturę Williamsa do filmu Gwiezdne wojny: Skywalker. Odrodzenie (2019). Göransson do pierwszego sezonu skomponował cztery godziny muzyki. Była to wtedy najdłuższa ścieżka dźwiękowa jaką napisał do jednego projektu, a nad całym sezonem pracował dłużej niż przy jakimkolwiek innym przedsięwzięciu. Przy premierze każdego odcinka wydawano pochodzącą z niego ścieżkę dźwiękową w formie albumu.
| The Mandalorian: Chapter 1 (Original Score) – 2019 | The Mandalorian: Chapter 1 (Original Score) – 2019 | The Mandalorian: Chapter 1 (Original Score) – 2019 |
| Nr                                                 | Tytuł utworu                                       | Długość                                            |
| -------------------------------------------------- | -------------------------------------------------- | -------------------------------------------------- |
| 1.                                                 | „Hey Mando!”                                       | 2:13                                               |
| 2.                                                 | „Face to Face”                                     | 5:13                                               |
| 3.                                                 | „Back for Beskar”                                  | 2:25                                               |
| 4.                                                 | „HammerTime”                                       | 2:17                                               |
| 5.                                                 | „Blurg Attack”                                     | 1:25                                               |
| 6.                                                 | „You Are a Mandalorian”                            | 3:55                                               |
| 7.                                                 | „Bounty Droid”                                     | 3:02                                               |
| 8.                                                 | „The Asset”                                        | 1:35                                               |
| 9.                                                 | „The Mandalorian”                                  | 3:18                                               |
|                                                    |                                                    | 25:23                                              |

| The Mandalorian: Chapter 2 (Original Score) – 2019 | The Mandalorian: Chapter 2 (Original Score) – 2019 | The Mandalorian: Chapter 2 (Original Score) – 2019 |
| Nr                                                 | Tytuł utworu                                       | Długość                                            |
| -------------------------------------------------- | -------------------------------------------------- | -------------------------------------------------- |
| 1.                                                 | „Walking on Mud”                                   | 1:38                                               |
| 2.                                                 | „Jawas Attack”                                     | 3:46                                               |
| 3.                                                 | „Trashed Crest”                                    | 2:18                                               |
| 4.                                                 | „To the Jawas”                                     | 1:35                                               |
| 5.                                                 | „The Egg”                                          | 2:54                                               |
| 6.                                                 | „The Mudhorn”                                      | 3:00                                               |
| 7.                                                 | „Celebration”                                      | 3:31                                               |
| 8.                                                 | „The Next Journey”                                 | 2:35                                               |
|                                                    |                                                    | 21:17                                              |

| The Mandalorian: Chapter 3 (Original Score) – 2019 | The Mandalorian: Chapter 3 (Original Score) – 2019 | The Mandalorian: Chapter 3 (Original Score) – 2019 |
| Nr                                                 | Tytuł utworu                                       | Długość                                            |
| -------------------------------------------------- | -------------------------------------------------- | -------------------------------------------------- |
| 1.                                                 | „A New Day”                                        | 5:30                                               |
| 2.                                                 | „Mandalore Way”                                    | 3:21                                               |
| 3.                                                 | „Signet Forging”                                   | 2:02                                               |
| 4.                                                 | „Second Thoughts”                                  | 4:19                                               |
| 5.                                                 | „Whistling Bird”                                   | 2:22                                               |
| 6.                                                 | „Mando Rescue”                                     | 2:14                                               |
| 7.                                                 | „I Need One of Those”                              | 1:34                                               |
|                                                    |                                                    | 21:22                                              |

| The Mandalorian: Chapter 4 (Original Score) – 2019 | The Mandalorian: Chapter 4 (Original Score) – 2019 | The Mandalorian: Chapter 4 (Original Score) – 2019 |
| Nr                                                 | Tytuł utworu                                       | Długość                                            |
| -------------------------------------------------- | -------------------------------------------------- | -------------------------------------------------- |
| 1.                                                 | „The Ponds of Sorgan”                              | 3:09                                               |
| 2.                                                 | „Off the Grid”                                     | 1:47                                               |
| 3.                                                 | „Can I Feed Him?”                                  | 3:34                                               |
| 4.                                                 | „Training the Plebs”                               | 3:10                                               |
| 5.                                                 | „Camp Attack”                                      | 2:22                                               |
| 6.                                                 | „Spirit of the Woods”                              | 5:10                                               |
| 7.                                                 | „Stay”                                             | 2:21                                               |
| 8.                                                 | „Mando Says Goodbye”                               | 1:20                                               |
|                                                    |                                                    | 22:53                                              |

| The Mandalorian: Chapter 5 (Original Score) – 2019 | The Mandalorian: Chapter 5 (Original Score) – 2019 | The Mandalorian: Chapter 5 (Original Score) – 2019 |
| Nr                                                 | Tytuł utworu                                       | Długość                                            |
| -------------------------------------------------- | -------------------------------------------------- | -------------------------------------------------- |
| 1.                                                 | „Warm or Cold”                                     | 1:39                                               |
| 2.                                                 | „Bright Eyes”                                      | 1:39                                               |
| 3.                                                 | „Stuck with Me Now”                                | 2:26                                               |
| 4.                                                 | „Speederbikes”                                     | 1:21                                               |
| 5.                                                 | „Raiders”                                          | 1:20                                               |
| 6.                                                 | „Night Riders”                                     | 3:29                                               |
| 7.                                                 | „The Hangar”                                       | 6:06                                               |
| 8.                                                 | „Farewell”                                         | 2:09                                               |
|                                                    |                                                    | 20:09                                              |

| The Mandalorian: Chapter 6 (Original Score) – 2019 | The Mandalorian: Chapter 6 (Original Score) – 2019 | The Mandalorian: Chapter 6 (Original Score) – 2019 |
| Nr                                                 | Tytuł utworu                                       | Długość                                            |
| -------------------------------------------------- | -------------------------------------------------- | -------------------------------------------------- |
| 1.                                                 | „Welcome Back”                                     | 3:49                                               |
| 2.                                                 | „The Gang”                                         | 2:06                                               |
| 3.                                                 | „Greatest Warriors in the Galaxy”                  | 1:29                                               |
| 4.                                                 | „Let’s Just Do It”                                 | 1:22                                               |
| 5.                                                 | „Hyperspace”                                       | 2:50                                               |
| 6.                                                 | „Little Mousey”                                    | 2:54                                               |
| 7.                                                 | „Tracking Beacon”                                  | 2:58                                               |
| 8.                                                 | „My Saviour”                                       | 1:07                                               |
| 9.                                                 | „Mando on the Move”                                | 1:13                                               |
| 10.                                                | „Nice Family”                                      | 2:25                                               |
| 11.                                                | „Mando’s Back”                                     | 7:15                                               |
|                                                    |                                                    | 29:28                                              |

| The Mandalorian: Chapter 7 (Original Score) – 2019 | The Mandalorian: Chapter 7 (Original Score) – 2019 | The Mandalorian: Chapter 7 (Original Score) – 2019 |
| Nr                                                 | Tytuł utworu                                       | Długość                                            |
| -------------------------------------------------- | -------------------------------------------------- | -------------------------------------------------- |
| 1.                                                 | „Man of Honour”                                    | 2:19                                               |
| 2.                                                 | „Reprogram”                                        | 2:32                                               |
| 3.                                                 | „Kuiil”                                            | 1:22                                               |
| 4.                                                 | „The Standoff”                                     | 2:57                                               |
| 5.                                                 | „Black Skies”                                      | 4:37                                               |
| 6.                                                 | „This Is It”                                       | 1:57                                               |
| 7.                                                 | „The Arrival”                                      | 3:16                                               |
| 8.                                                 | „The Mandalorian”                                  | 2:20                                               |
|                                                    |                                                    | 21:20                                              |

| The Mandalorian: Chapter 8 (Original Score) – 2019 | The Mandalorian: Chapter 8 (Original Score) – 2019 | The Mandalorian: Chapter 8 (Original Score) – 2019 |
| Nr                                                 | Tytuł utworu                                       | Długość                                            |
| -------------------------------------------------- | -------------------------------------------------- | -------------------------------------------------- |
| 1.                                                 | „Check Point”                                      | 1:21                                               |
| 2.                                                 | „Nurse Droid”                                      | 1:08                                               |
| 3.                                                 | „The Ewebb”                                        | 4:06                                               |
| 4.                                                 | „A Thousand Tears”                                 | 4:06                                               |
| 5.                                                 | „Nurse and Protect”                                | 3:59                                               |
| 6.                                                 | „A Warrior’s Death”                                | 3:07                                               |
| 7.                                                 | „What Remains in the Tunnels”                      | 3:10                                               |
| 8.                                                 | „Clan of Two”                                      | 3:32                                               |
| 9.                                                 | „Sacrifice”                                        | 3:29                                               |
| 10.                                                | „Mando Flies”                                      | 2:04                                               |
| 11.                                                | „The Baby”                                         | 3:20                                               |
|                                                    |                                                    | 33:22                                              |

## Marketing
4 października 2018 ukazało się pierwsze zdjęcie promocyjne z serialu, które przedstawiało Mandalorianina z karabinem. Około tygodnia później Favreau opublikował na swoim oficjalnym koncie na Instagramie zdjęcie przedstawiające karabin z dwupalczastą lufą, co jest nawiązaniem do broni Boby Fetta z filmu Star Wars Holiday Special. Jon Favreau, Dave Filoni i główna obsada poprowadzili panel dotyczący The Mandalorian na Star Wars Celebration Chicago 14 kwietnia 2019, gdzie zaprezentowano fanom pierwszy materiał filmowy. Oficjalny plakat i zwiastun ukazały się na D23 Expo 23 sierpnia 2019; drugi zwiastun opublikowano 28 października 2019. Materiał promocyjny pokazano także 11 listopada podczas Monday Night Football.
Favreau zdecydował się nie ujawniać postaci Dziecka w żadnych materiałach promocyjnych, na co zgodziło się studio Disney, chociaż oznaczało to, że nie mogli rozpocząć prac nad zabawkami z postacią przed jej ujawnieniem w serialu. Po premierze serialu Dziecko stało się przełomową postacią, której poświęcono więcej uwagi w mediach społecznościowych i w wiadomościach niż któremukolwiek z Demokratów ubiegających się wówczas o urząd prezydenta Stanów Zjednoczonych. Postać została nazwana przez fanów „Baby Yoda” z racji na podobieństwo do Yody – rycerza Jedi występującego w filmach z serii Gwiezdne wojny.

## Odbiór

### Oglądalność
W ciągu czterech dni od premiery The Mandalorian był jednym z najchętniej oglądanych seriali w Stanach Zjednoczonych. Osiągnął lepsze wyniki oglądalności w 2019 niż The Umbrella Academy, When They See Us, The Dark Crystal: Age of Resistance oraz Good Omens. W połowie listopada serial nie znalazł się jednak w pierwszej dziesiątce najchętniej oglądanych programów we wszystkich sieciach telewizyjnych i serwisach cyfrowych. Aplikacja TV Time podała jednak, że liczba osób zainteresowanych The Mandalorian podwoiła się w kolejnym tygodniu i odnotowała największy przyrost oglądalności spośród wszystkich programów telewizyjnych.

### Krytyka w mediach
Serial spotkał się z pozytywną reakcją krytyków. W serwisie Rotten Tomatoes 93% z 329 recenzji uznano za pozytywne, a średnia ocen wystawionych na ich podstawie wyniosła 7,95/10. Na portalu Metacritic średnia ważona ocen z 29 recenzji wyniosła 70 punktów na 100.
Jamie East z „The Sun” wystawił pierwszemu sezonowi cztery gwiazdki na pięć i stwierdził, że „budowanie uniwersum w odcinku pierwszym ustępuje miejsca odrębnej historii złodzieja Jawy, a całość wygląda i sprawia tak niesamowite wrażenie, że wciągnie cię w ten świat na nowo”. Victoria Segal z „The Times” napisała: „Przy całej swej sztampowości, The Mandalorian ustanowił fascynujący mit, świat pełen lęków, etycznych dylematów i maleńkich kosmicznych kotków”. Z kolei Keith Watson z „Metro Newspaper” wystawiła ocenę trzy na pięć i stwierdziła: „choć bez wątpienia jest to pomysłowo zainscenizowane wprowadzenie do kultowego uniwersum franczyzy science-fiction, to akcja momentami staje się nudna”. Ed Cumming z dziennika „The Independent” ocenił sezon na cztery gwiazdki z pięciu możliwych i uznał, że „Favreau utrzymuje całość na właściwym, ckliwym poziomie, tworząc jednocześnie bardziej uporządkowane uniwersum niż to, do którego jesteśmy przyzwyczajeni”, ale dodał, że „głównym problemem serialu jest sam Mandalorianin. Teoretycznie gra go Pedro Pascal, ale trudno to stwierdzić, bo nigdy nie zdejmuje maski”. Micah Peters na łamach „The Ringer” powiedział: „trudno już teraz przejmować się The Mandalorian jako czymś więcej aniżeli kolejną odsłoną uniwersum, która istnieje tylko po to, by przygotować następną. Ale wciąż jest w tym serialu wiele przyjemnych rzeczy, a poza tym to serial Disneya ze statkami kosmicznymi i gigantycznymi ślimakami morskimi, więc nie musi być na poziomie Obywatela Kane’a. Może jednak stać się kolejnym wielkim telewizyjnym westernem”. Zaki Hasan z „San Francisco Chronicle” powiedział, że serial „umożliwia franczyzie darowanie sobie Boby Fetta. Wystarczy przenieść jego wygląd, wziąć tę niewysłowioną »fajność« i przenieść ją na zupełnie nową postać, która wchodzi na nieznany wcześniej grunt, a jednocześnie daje widzom coś, co wydaje się znajome”. Hasan chwalił też efekty dźwiękowe i wizualne.
Dariusz Filipek z portalu popkulturysci.pl wystawił ocenę siedem na dziesięć gwiazdek i napisał: „Jon Favreau wziął Gwiezdne wojny i mieszając je ze spaghetti westernami, wyszedł mu The Mandalorian – serial rozrywkowy, kiedy przymknie się oko na potknięcia oraz oryginalny, ale tylko wtedy, kiedy mierzyć go miarą powtarzalności filmowej serii” i dodał: „Produkcja oddycha świeżym powietrzem i opowiada własną historię, a nie skrojoną na miarę potrzeb, by dać coś fanom, fanatykom, widowni masowej oraz tej zupełnie niedzielnej”. Adam Grochowski z geeklife.pl stwierdził, że „The Mandalorian to bardzo udana produkcja i wielki atut platformy Disney+. Pod względem realizacji serial nie odbiega od filmów kinowych i jeśli tak będą prezentować się zapowiedziane produkcje MCU to Netflix, HBO i Amazon mają czego się bać”. Przemek Dygas ze strony moviesroom.pl napisał: „Mimo swoich wad The Mandalorian jest bowiem produkcją, która nie tylko zachowuje ducha Star Wars, ale oferuje również ciekawy wstęp do większej przygody” i dodał, że „jeśli twórcy dobrze wykorzystają fundamenty, jakie przygotowali, możemy liczyć na porządny serial ze wspaniałego uniwersum”.

### Nagrody i nominacje
| Nagroda                              | Kategoria | Nominowani | Wynik     | Źródło  |
| ------------------------------------ | --- | --- | --------- | ------- |
| Art Directors Guild Awards           | Najlepsza scenografia w godzinnym odcinku serialu kostiumowego lub fantasy kręconego przy użyciu jednej kamery    | Andrew L. Jones (za „Chapter 1: The Mandalorian”) | Nominacja | [ 150 ] |
| Dragon Awards                        | Najlepszy serial science-fiction lub fantasy                                                                      | Jon Favreau | Wygrana   |         |
| Online Film & Television Association | Najlepsza muzyka w serialu                                                                                        | Ludwig Göransson | Wygrana   | [ 151 ] |
| Online Film & Television Association | Najlepszy montaż w serialu                                                                                        | The Mandalorian | Wygrana   | [ 151 ] |
| Online Film & Television Association | Najlepsze zdjęcia do serialu                                                                                      | The Mandalorian | Wygrana   | [ 151 ] |
| Online Film & Television Association | Najlepszy dźwięk w serialu                                                                                        | The Mandalorian | Wygrana   | [ 151 ] |
| Online Film & Television Association | Najlepsze efekty specjalne w serialu                                                                              | The Mandalorian | Wygrana   | [ 151 ] |
| Online Film & Television Association | Najlepszy serial dramatyczny                                                                                      | The Mandalorian | Nominacja | [ 151 ] |
| Online Film & Television Association | Najlepszy aktor gościnny w serialu dramatycznym                                                                   | Giancarlo Esposito | Nominacja | [ 151 ] |
| Online Film & Television Association | Najlepszy występ głosowy w programie animowanym                                                                   | Taika Waititi | Nominacja | [ 151 ] |
| Online Film & Television Association | Najlepsza reżyseria w serialu dramatycznym                                                                        | The Mandalorian | Nominacja | [ 151 ] |
| Online Film & Television Association | Najlepszy scenariusz w serialu dramatycznym                                                                       | The Mandalorian | Nominacja | [ 151 ] |
| Online Film & Television Association | Najlepsza scenografia w serialu                                                                                   | The Mandalorian | Nominacja | [ 151 ] |
| Online Film & Television Association | Najlepsze kostiumy w serialu                                                                                      | The Mandalorian | Nominacja | [ 151 ] |
| Online Film & Television Association | Najlepszy makijaż/stylizacja w serialu                                                                            | The Mandalorian | Nominacja | [ 151 ] |
| Nagroda Hugo                         | Najlepsza prezentacja dramatyczna – krótka forma                                                                  | Jon Favreau i Taika Waititi (za „Chapter 8: Redemption”) | Nominacja | [ 152 ] |
| Nebula Awards                        | Nagroda im. Raya Bradbury’ego za scenariusz filmowy                                                               | Jon Favreau (za „Chapter 2: The Child”) | Nominacja | [ 153 ] |
| Primetime Creative Arts Emmy Awards  | Najlepsza gra głosem                                                                                              | Taika Waititi jako IG-11 (za „Chapter 8: Redemption”) | Nominacja | [ 154 ] |
| Primetime Creative Arts Emmy Awards  | Najlepsza scenografia w programie fabularnym (półgodzinnym)                                                       | Greig Fraser i Baz Idoine (za „Chapter 7: The Reckoning”) | Wygrana   | [ 154 ] |
| Primetime Creative Arts Emmy Awards  | Najlepsze kostiumy sci-fi lub fantasy                                                                             | Joseph Porro, Julie Robar, Gigi Melton i Lauren Silvestri (za „Chapter 3: The Sin”)                                                                                            | Nominacja | [ 154 ] |
| Primetime Creative Arts Emmy Awards  | Najlepszy gościnny występ w serialu dramatycznym                                                                  | Giancarlo Esposito jako Moff Gideon (za „Chapter 8: Redemption”) | Nominacja | [ 154 ] |
| Primetime Creative Arts Emmy Awards  | Najlepsza kompozycja muzyczna w serialu (oryginalna dramatyczna ścieżka dźwiękowa)                                | Ludwig Göransson (za „Chapter 8: Redemption”) | Wygrana   | [ 154 ] |
| Primetime Creative Arts Emmy Awards  | Najlepsza scenografia w programie fabularnym (półgodzinnym)                                                       | Andrew L. Jones, Jeff Wisniewski, Amanda Serino (za „Chapter 1: The Mandalorian”)                                                                                              | Wygrana   | [ 154 ] |
| Primetime Creative Arts Emmy Awards  | Najlepsza charakteryzacja w serialu, serialu limitowanym, filmie telewizyjnym lub programie specjalnym (sztuczna) | Brian Sipe, Alexei Dmitriew, Carlton Coleman, Samantha Ward, Scott Stoddard, Mike Ornelaz i Sabrina Castro (za „Chapter 6: The Prisoner”)                                      | Nominacja | [ 154 ] |
| Primetime Creative Arts Emmy Awards  | Najlepszy montaż serialu dramatycznego kręconego przy użyciu jednej kamery                                        | Andrew S. Eisen (za „Chapter 2: The Child”) | Nominacja | [ 154 ] |
| Primetime Creative Arts Emmy Awards  | Najlepszy montaż serialu dramatycznego kręconego przy użyciu jednej kamery                                        | Dana E. Glauberman i Dylan Firshein (za „Chapter 4: Sanctuary”) | Nominacja | [ 154 ] |
| Primetime Creative Arts Emmy Awards  | Najlepszy montaż serialu dramatycznego kręconego przy użyciu jednej kamery                                        | Jeff Seibenick (za „Chapter 8: Redemption”) | Nominacja | [ 154 ] |
| Primetime Creative Arts Emmy Awards  | Najlepszy montaż dźwięku w serialu komediowym lub dramatycznym (półgodzinnym) lub animacji                        | David Acord, Matthew Wood, Bonnie Wild, James Spencer, Richard Quinn, Richard Gould, Stephanie McNally, Ryan Rubin, Ronni Brown i Jana Vance (za „Chapter 1: The Mandalorian”) | Wygrana   | [ 154 ] |
| Primetime Creative Arts Emmy Awards  | Najlepszy dźwięk w serialu komediowym, dramatycznym (półgodzinnym) lub animowanym                                 | Shawn Holden, Bonnie Wild i Chris Fogel (za „Chapter 2: The Child”) | Wygrana   | [ 154 ] |
| Primetime Creative Arts Emmy Awards  | Najlepsze efekty specjalne                                                                                        | Richard Bluff, Jason Porter, Abbigail Keller, Hayden Jones, Hal Hickel, Roy Cancino, John Rosengrant, Enrico Damm i Landis Fields (za „Chapter 2: The Child”)                  | Wygrana   | [ 154 ] |
| Primetime Creative Arts Emmy Awards  | Najlepszy występ kaskaderski w serialu dramatycznym, serialu limitowanym lub filmie telewizyjnym                  | Ryan Watson | Wygrana   | [ 154 ] |
| Nagroda Emmy                         | Najlepszy serial dramatyczny                                                                                      | Jon Favreau, Dave Filoni, Kathleen Kennedy, Colin Wilson i Karen Gilchrist | Nominacja | [ 155 ] |
| Publicists Guild Awards              | Maxwell Weinberg Publicist Showmanship Television Award                                                           | Disney+ za The Mandalorian | Wygrana   | [ 156 ] |
| Golden Reel Awards                   | Wybitne osiągnięcia w montażu dźwięku – efekty dźwiękowe i Foley w krótkometrażowych mediach epizodycznych        | The Mandalorian „Chapter 1: The Mandalorian” | Wygrana   | [ 157 ] |
| Golden Reel Awards                   | Wybitne osiągnięcia w montażu dźwięku – dialogi i ADR w krótkometrażowych mediach epizodycznych                   | The Mandalorian „Chapter 1: The Mandalorian” | Nominacja | [ 158 ] |
| IGN Summer Movie Awards              | Najlepszy telewizyjny serial akcji                                                                                | The Mandalorian | Wygrana   | [ 159 ] |
| TCA Awards                           | Najlepszy nowy program                                                                                            | The Mandalorian | Nominacja | [ 160 ] |
| Visual Effects Society Awards        | Najlepsze efekty wizualne w odcinku fotorealistycznym                                                             | Richard Bluff, Abbigail Keller, Jason Porter, Hayden Jones and Roy Cancino (za „Chapter 2: The Child”)                                                                         | Wygrana   | [ 161 ] |
| Visual Effects Society Awards        | Najlepsza praca wirtualnej kamery                                                                                 | Richard Bluff, Jason Porter, Landis Fields IV i Baz Idione (za „Chapter 6: The Prisoner”; The Roost)                                                                           | Nominacja | [ 161 ] |
| Visual Effects Society Awards        | Najlepsza animowana postać w odcinku lub projekcie czasu rzeczywistego                                            | Terry Bannon, Rudy Massar i Hugo Leygnac (za „Chapter 2: The Child”; Mudhorn)                                                                                                  | Nominacja | [ 161 ] |
| Visual Effects Society Awards        | Najlepszy model w projekcie fotorealistycznym lub animowanym                                                      | Doug Chiang, Jay Machado, John Goodson i Landis Fields IV (za „Chapter 3: The Sin”; The Razorcrest)                                                                            | Wygrana   | [ 161 ] |
| Visual Effects Society Awards        | Najlepsze środowisko stworzone w odcinku, projekcie komercyjnym lub w czasie rzeczywistym                         | Alex Murtaza, Yanick Gaudreau, Marco Tremblay i Maryse Bouchard (za Nevarro Town)                                                                                              | Nominacja | [ 161 ] |
| Visual Effects Society Awards        | Najlepsze symulacje stworzone w odcinku, projekcie komercyjnym lub w czasie rzeczywistym                          | Xavier Martin Ramirez, Ian Baxter, Fabio Slino i Andrea Rosa (za „Chapter 2: The Child”; Mudhorn)                                                                              | Nominacja | [ 161 ] |

## Serial dokumentalny
W kwietniu 2020 Disney zapowiedział ośmioodcinkowy serial dokumentalny zatytułowany Disney Gallery: The Mandalorian (znany również jako Disney Gallery / Star Wars: The Mandalorian), który miał premierę na platformie Disney+ 4 maja 2020, czyli w Dniu Gwiezdnych Wojen. Serial zawiera wywiady z obsadą i ekipą The Mandalorian, materiały zza kulis oraz rozmowy prowadzone przez Favreau, podczas których omawiano produkcję serialu. Kolejne odcinki ukazywały się co tydzień na platformie Disney+, a wyreżyserował je Bradford Baruh.
| Nr | Tytuł       | Reżyseria      | Premiera (Disney+) |
| --- | ----------- | -------------- | ------------------ |
| 1 | Directing   | Bradford Baruh | 4 maja 2020        |
| Favreau przeprowadza wywiady z reżyserami pierwszego sezonu: Dave’em Filonim, Deborah Chow, Rickiem Famuyiwą, Bryce Dallas Howard i Taiką Waititi. W dodatkowych segmentach występują Baz Idoine i Gina Carano. |             |                |                    |
| 2 | Legacy      | Bradford Baruh | 8 maja 2020        |
| Favreau dyskutuje o dziedzictwie Gwiezdnych wojen z twórcami (Filoni, John Knoll, Kathleen Kennedy, Richard Bluff i Hal Hickel) oraz reżyserami. W dodatkowych segmentach występują Pedro Pascal i Carl Weathers. |             |                |                    |
| 3 | Cast        | Bradford Baruh | 15 maja 2020       |
| Favreau omawia postacie z pierwszego sezonu z aktorami (Pascal, Weathers i Carano oraz Filoni) i reżyserami. W dodatkowych segmentach występują Brendan Wayne, Lateef Crowder i Kim Richards. |             |                |                    |
| 4 | Technology  | Bradford Baruh | 22 maja 2020       |
| Favreau omawia technologię wykorzystaną w The Mandalorian z reżyserami, twórcami i aktorami. W dodatkowych segmentach występują Idoine i Giancarlo Esposito. |             |                |                    |
| 5 | Practical   | Bradford Baruh | 29 maja 2020       |
| Favreau omawia efekty praktyczne wykorzystane w The Mandalorian wraz z reżyserami i twórcami. W dodatkowych segmentach występują: John Rosengrant, Misty Rosas, Werner Herzog, Richards, Jason Matthews, Trevor Hensley, Hiroshi „Kan” Ikeuchi, Mike Manzel, Tamara Carlson Woodard, Idoine, Carano, Pascal i Josh Roth. |             |                |                    |
| 6 | Process     | Bradford Baruh | 5 czerwca 2020     |
| Favreau omawia proces wizualizacji wykorzystany przy tworzeniu The Mandalorian wraz z reżyserami i twórcami. |             |                |                    |
| 7 | Score       | Bradford Baruh | 12 czerwca 2020    |
| Favreau rozmawia o ścieżce dźwiękowej do The Mandalorian z Ludwigiem Göranssonem i Filonim. |             |                |                    |
| 8 | Connections | Bradford Baruh | 12 czerwca 2020    |
| Favreau ujawnia powiązania między różnymi rekwizytami i postaciami z serii Gwiezdnych wojen a tymi przedstawionymi w The Mandalorian. W dodatkowych segmentach pojawiają się Roth i Andrew L. Jones. |             |                |                    |